# Saint-Bauzeil
Saint-Bauzeil är en kommun i departementet Ariège i regionen Occitanien i södra Frankrike. Kommunen ligger  i kantonen Varilhes som ligger i arrondissementet Pamiers. År 2022 hade Saint-Bauzeil 57 invånare.

## Befolkningsutveckling
Antalet invånare i kommunen Saint-Bauzeil
Referens: INSEE